# Melania Trump
Melania Knauss-Trump (Novo Mesto, 26 de abril de 1970), nascida Melanija Knavs, é uma ex-modelo eslovena que atualmente ocupa o cargo de primeira-dama dos Estados Unidos como esposa de Donald Trump, o atual presidente dos Estados Unidos. Ela é a primeira cidadã naturalizada a se tornar primeira-dama, a segunda primeira-dama estrangeira desde de Louisa Adams (primeira-dama de 1825 a 1829) e a segunda primeira-dama católica desde de Jacqueline Kennedy. Ela se tornou a segunda primeira-dama na história a cumprir dois mandatos não consecutivos.

## Infância e educação
Melania Knauss nasceu Melanija Knavs na cidade de Novo Mesto, na Eslovênia que, na época, ainda era a República Socialista da Eslovênia da Iugoslávia. Começou a sua carreira como modelo aos 16 anos. Seu pai, Viktor Knavs, administrava concessionárias de automóveis e motocicletas para um fabricante de veículos estatais. Sua mãe Amalija Ulčnik veio da aldeia de Raka e trabalhou como fabricante das roupas infantis Jutranjka. Quando criança, Melania participou de desfiles de moda com roupas infantis, junto com outros filhos de trabalhadores na fábrica. Ela tem uma irmã mais velha, Ines, e um meio-irmão mais velho que supostamente nunca conheceu, do relacionamento anterior de seu pai.
Cresceu em um apartamento modesto em um bloco habitacional em Sevnica, em Posavje. Seu pai fazia parte da Liga dos Comunistas da Eslovênia, que defendia uma política de ateísmo estatal. Enquanto era aluna do ensino médio, morou em um apartamento em Liubliana. Frequentou a Escola Secundária de Design e Fotografia na mesma cidade, e estudou arquitetura e design na Universidade de Ljubljana por um ano antes de desistir.
Melania é poliglota; além de seu nativo esloveno, fala inglês, e afirma ser fluente em sérvio, francês e alemão. No entanto, é criticada por não dominar perfeitamente a língua inglesa mesmo tendo vivido nos Estados Unidos por anos e seu nível de conhecimento nas outras línguas é questionado.

## Casamento com Trump

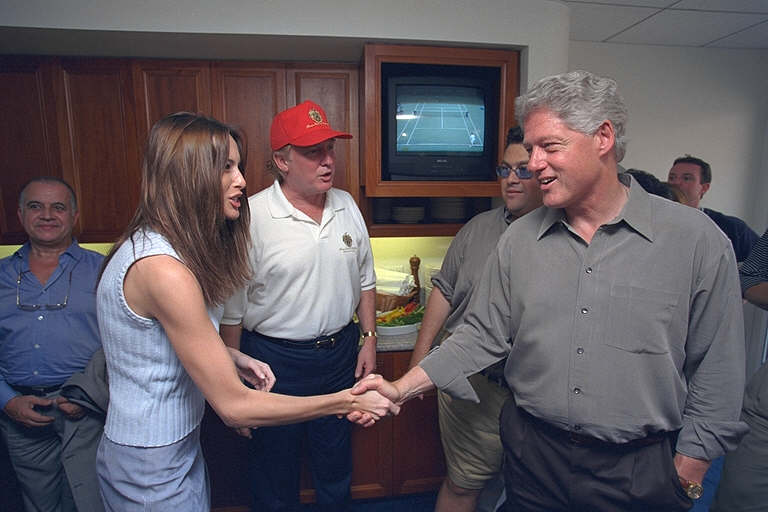
Ao lado de Donald Trump, Melania cumprimenta o presidente norte-americano Bill Clinton, em setembro de 2000.

Em 1999, Melania conheceu o empresário Donald Trump em um evento de moda, enquanto trabalhava como modelo para a revista Allure. A sua notoriedade aumentou quando Trump apareceu no programa de Howard Stern e enfatizou sua vida amorosa. Em seguida, posou nua para a revista inglesa GQ, para a capa de janeiro de 2000. A partir daí a sua carreira como modelo cresceu, especialmente na Europa. Fez também a capa da revista de moda Vogue e posou para as revistas Vanity Fair e Elle. Enquanto relacionava-se com Trump continuou a sua carreira de modelo, e se envolveu em obras de beneficência. O seu relacionamento com Trump foi novamente destaque no reality show "The Apprentice". Fez um cameo ao lado de Donald no filme Zoolander.
Em 2004, Melania ficou noiva de Trump e em 2005 casam-se em Palm Beach, Flórida. A cerimônia foi coberta pela mídia devido ao luxo do casamento, com Melania Knauss usando um vestido de Christian Dior no valor de 200 mil dólares. Em 20 de março de 2006 o casal teve um filho ao qual deram o nome Barron William Trump.
Donald foi vocal sobre sua infidelidade, tendo explicitante relacionamentos extraconjugais quando Melania estava grávida e depois. Melania nunca manifestou-se sobre as mulheres que alegam ter tido casos com seu marido. Falou sobre as infidelidades apenas uma vez, na campanha presidencial, durante o escândalo em que Donald fez supostos comentários sexistas. Melania chamou o incidente de "conversa entre garotos".

## Campanha presidencial de 2016

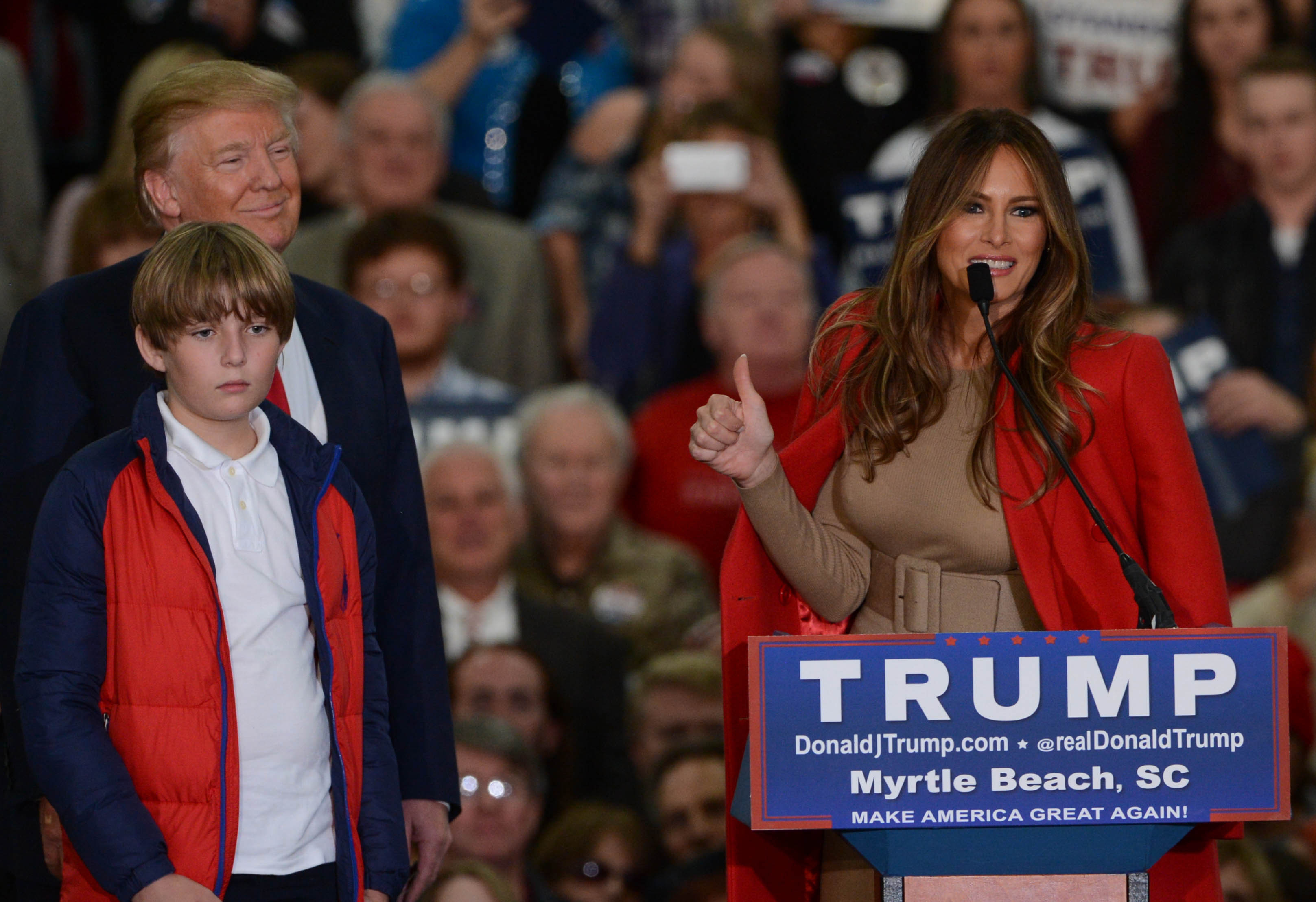
Melania em campanha ao lado de Donald e do filho Barron em um comício em 2016.

Em 2011, Melania Trump pediu a prova da certidão de nascimento de Barack Obama. No entanto, tal ato foi alvo de críticas pois foi revelado que Melania entrou nos Estados Unidos sem visto de trabalho, e ganhou cidadania apenas após casar-se com Trump.
Em novembro de 2015, Melania foi questionada sobre a campanha presidencial do marido e respondeu: "Encorajei-o porque sei o que ele fará e o que pode fazer pela América. Ele ama o povo americano e quer ajudá-lo". Ela desempenhou um papel relativamente pequeno na campanha de seu marido, que é atípica das cônjuges dos candidatos à presidência.
Em 18 de julho de 2016, Melania fez um discurso na Convenção Nacional Republicana de 2016, que continha um parágrafo que era plágio do discurso de Michelle Obama na Convenção Nacional Democrata de 2008. Quando perguntada, disse que escreveu o discurso "com o mínimo de ajuda possível". Porém, dois dias depois, a escritora Meredith McIver assumiu a responsabilidade e pediu desculpas pela "confusão".
Em 2016, Melania disse à CNN que seu foco como primeira-dama seria ajudar mulheres e crianças. Ela também disse que iria combater o cyberbullying, especialmente entre jovens. Cinco dias antes da eleição, afirmou a uma multidão de apoiadores na Pensilvânia: "Nossa cultura se tornou muito cruel e dura demais, especialmente para crianças e adolescentes. Nunca é bom quando uma menina ou menino de 12 anos é ridicularizado, intimidado, ou é atacado. É terrível quando isso acontece no playground. E é absolutamente inaceitável quando isso é feito por alguém sem nome, escondido na internet." Em relação ao uso do Twitter pelo marido durante a campanha, Melania declarou logo após a eleição que o repreendeu "o tempo todo", mas que "ele fará o que quiser no final".
Em fevereiro de 2017, Melania processou a Daily Mail e a General Trust, proprietária do The Daily Mail, pedindo US$ 150 milhões em indenização por causa de um artigo de agosto de 2016 que alegou ter trabalhado para um serviço garotas de programa durante seus dias de modelo. O Mail retirou o artigo, pediu desculpas e imprimiu a retratação do blogueiro que disse: "Eu não tinha base factual legítima para fazer essas declarações falsas e retiro-as completamente." A ação afirma que o artigo arruinou sua "oportunidade única na vida" de estabelecer "relações comerciais multimilionárias por um período de vários anos." Sua reivindicação levantou questões éticas potenciais com a implicação de que pretendia lucrar como primeira-dama. Em 18 de fevereiro, a ação foi alterada, removendo a linguagem sobre seu potencial de ganhos e, em vez disso, concentrando-se no sofrimento emocional. Em abril de 2017, as partes resolveram o processo e o Daily Mail emitiu um comunicado que dizia: "Aceitamos que essas alegações sobre a Sra. Trump não sejam verdadeiras e que nos retraímos e as retiremos." O Mail concordou em pagar-lhe US$ 2,9 milhões.

## Primeira-dama dos Estados Unidos (2017-2021)

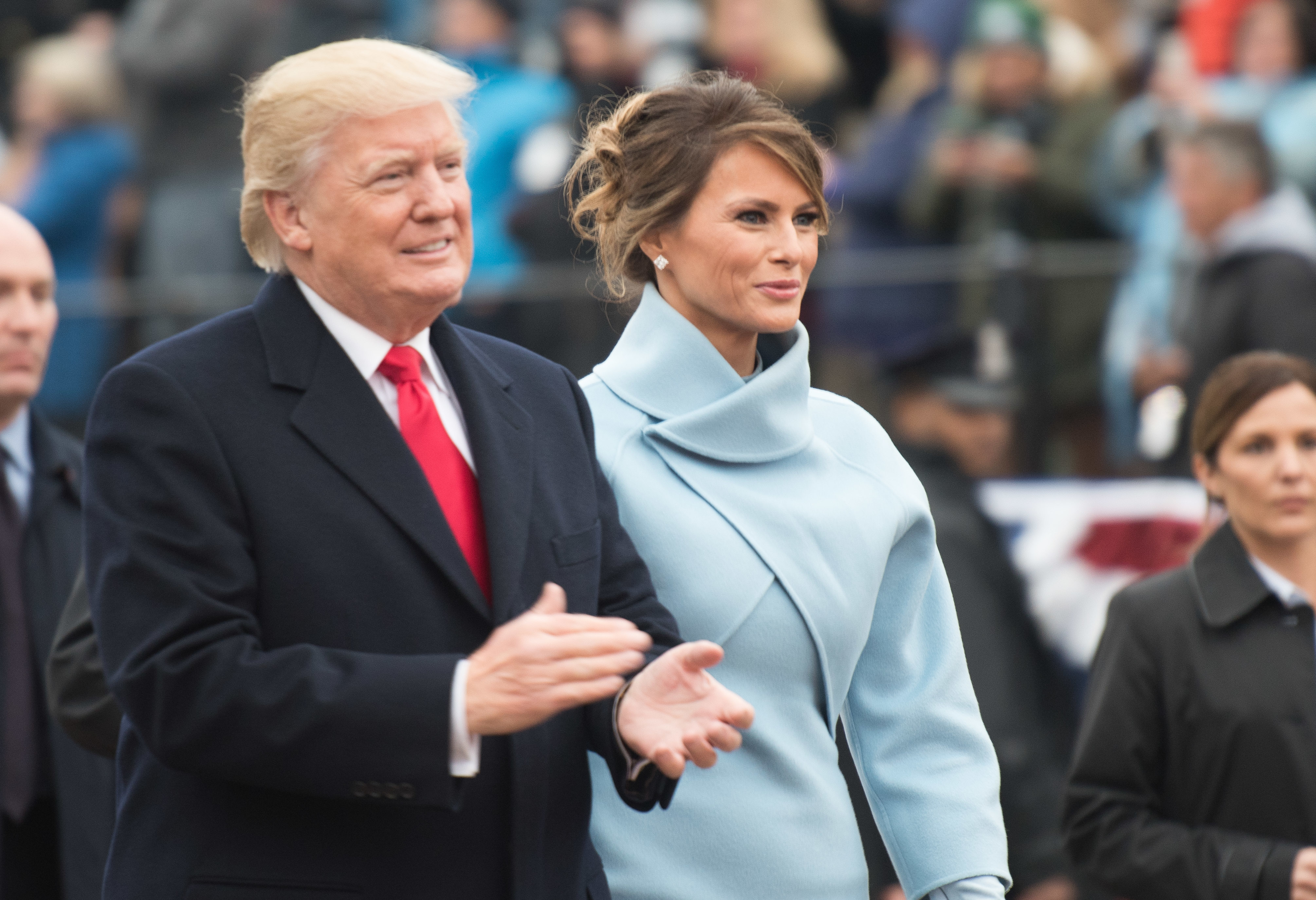
Melania ao lado de Donald em sua posse como presidente, em 20 de janeiro de 2017.

Com a posse de Donald Trump como presidente, Melania assumiu o papel de primeira-dama dos Estados Unidos em 20 de janeiro de 2017, tornando-se a segunda mulher nascida no exterior a ter o título de primeira-dama, depois de Louisa Adams, esposa de John Quincy Adams, que nasceu em 1775 em Londres como pai americano e mãe britânica. Melania é católica e é a primeira esposa de um presidente católica desde Jackie Kennedy, esposa de John F. Kennedy. É também a primeira primeira-dama a ser cidadã naturalizada (e não cidadã de direito de nascimento) e a primeira cuja língua materna não é o inglês. Com 1,80 m de altura, também é uma das primeiras damas mais altas, empatada com Michelle Obama e Eleanor Roosevelt.
Melania continuou morando em Manhattan na Trump Tower com seu filho Barron até o final do ano letivo de 2016-2017. Eles se mudaram para a Casa Branca em Washington, D.C., em 11 de junho de 2017. Em janeiro de 2018, o The Wall Street Journal informou que durante um período de três meses em que viveu em Nova York no ano anterior, embarcou em voos da Força Aérea (entre Nova York, Flórida e Washington) a um custo de mais de US$ 675.000. Em comparação, as viagens solo da ex-primeira-dama Michelle Obama custaram em média cerca de US $ 350 mil por ano.
Melania foi considerada a primeira dama menos popular da história dos Estados Unidos, junto com Hillary Clinton. Apesar disso, sua personalidade quieta a tornou o membro mais popular dos Trump, família particularmente polêmica nos Estados Unidos e no cenário internacional.

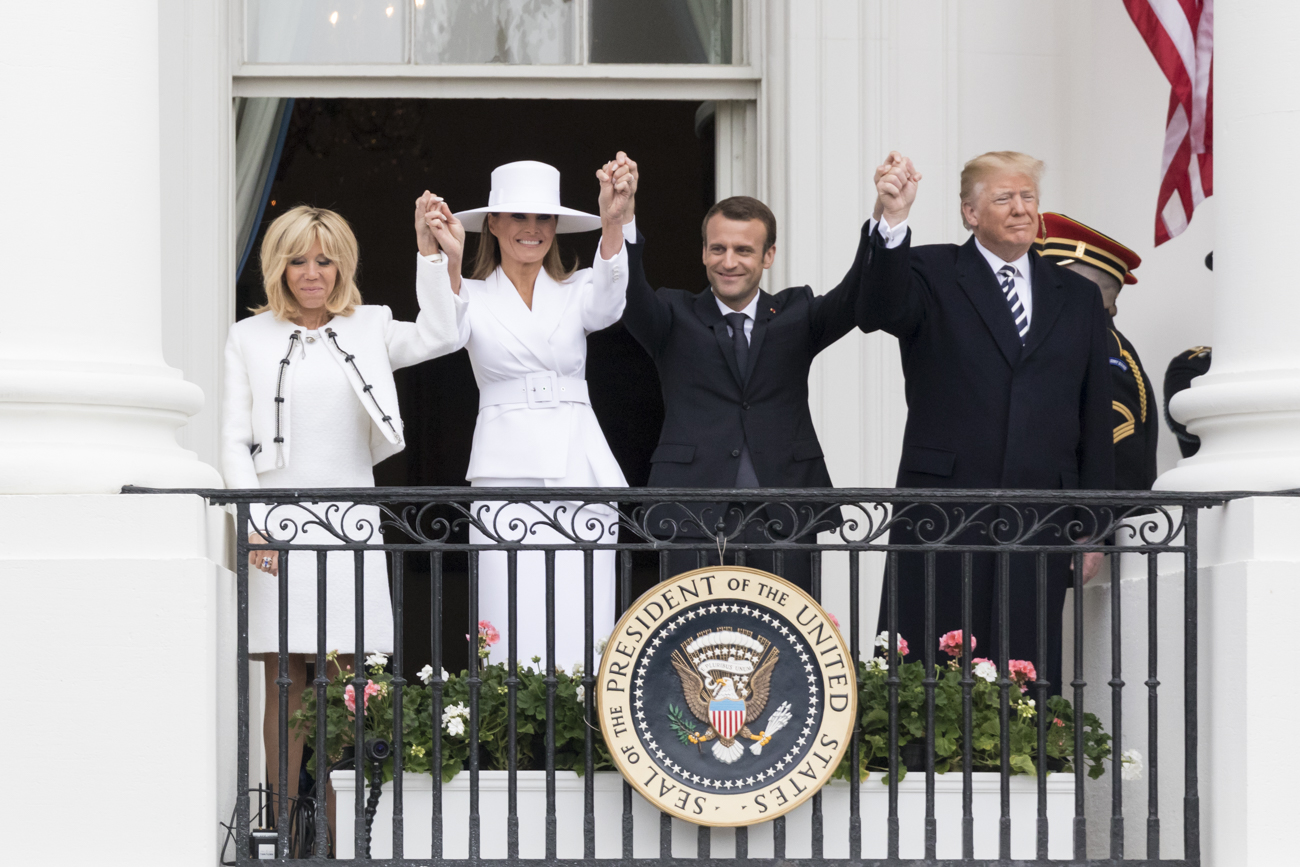
Os Trump e os Macron na Casa Branca, em abril de 2018.

Em 8 de março de 2017, Melania organizou seu primeiro evento na Casa Branca, um almoço para o Dia Internacional da Mulher. Ela falou para uma platéia de mulheres sobre sua vida como imigrante e sobre como trabalhar pela igualdade de gênero tanto no país quanto no exterior, observando o papel da educação como uma ferramenta contra a desigualdade de gênero.
Em 13 de março de 2018, Melania agendou uma reunião em 20 de março com executivos de políticas de empresas de tecnologia, incluindo Amazon, Facebook, Google, Snap e Twitter, para abordar assédio online e segurança na Internet, com um foco particular em como essas questões afetam as crianças. Ela tem sido criticada por defender a civilidade na internet enquanto o comportamento de seu marido na internet tem sido apontado como incivil.
Em 21 de abril de 2018, Melania participou do funeral da ex-primeira dama Barbara Bush. Melania organizou a presença de dois funcionários da residência privada da Casa Branca que eram próximos da finada primeira-dama. Neste evento foi fotografada sorrindo ao lado de Obama, que foi constatado estar entre as únicas cinco pessoas que Melania segue no Twitter.
Melania voltou novamente a ser acusada de plagiar Michelle Obama em sua campanha focada em combater o cyberbullying, Be Best. Os documentos eram idênticos a outro livreto lançado em 2014 sob o presidente Obama. Adicionado a este fato, em 2016, Michelle Obama encorajou os homens a "Be Better" (Seja melhor em inglês), e em 2018 Melania nomeou sua campanha "Be Best" (Seja o melhor, em superlativo, em inglês). Em entrevista televisiva  para promover sua campanha no programa "Good Moorning America", Melania mencionou que era a "pessoa que mais sofre bullying no mundo".
Em agosto de 2018, os pais da primeira dama, Victor e Amalija Knauss ganharam cidadania norte americana através do programa de migração de cadeia, sistema que é criticado por Donald Trump. Mesmo enquanto seus sogros estavam passando pelo processo, Trump estava denunciando imigração ilegal nos meios sociais.

## Depois da Casa Branca (2021 - presente)
Poucos dias após a vitória de Donald Trump nas Eleições Americanas de 2024, canais de TV Estatais russas divulgaram amplamente fotos nús de Melania Trump. As imagens, que foram exibidas no programa de 60 minutos do canal Russia 1, eram de uma sessão de fotos de modelos da revista GQ de 2000.Os apresentadores Olga Skabeeva e Yevgeny Popov estavam visivelmente tentando não rir durante a transmissão. Ao falar sobre as imagens, Popov disse: “Agora que o marido de Melania Trump finalmente ganhou, ela está se preparando para voltar à Casa Branca pela segunda vez. Aqui está a aparência de Melania no ano 2000. Esta é a capa da revista GQ." Enquanto isso, os internautas chamaram esse incidente de “embaraçoso” e “chocante”.

## Vida Pessoal

### Religião

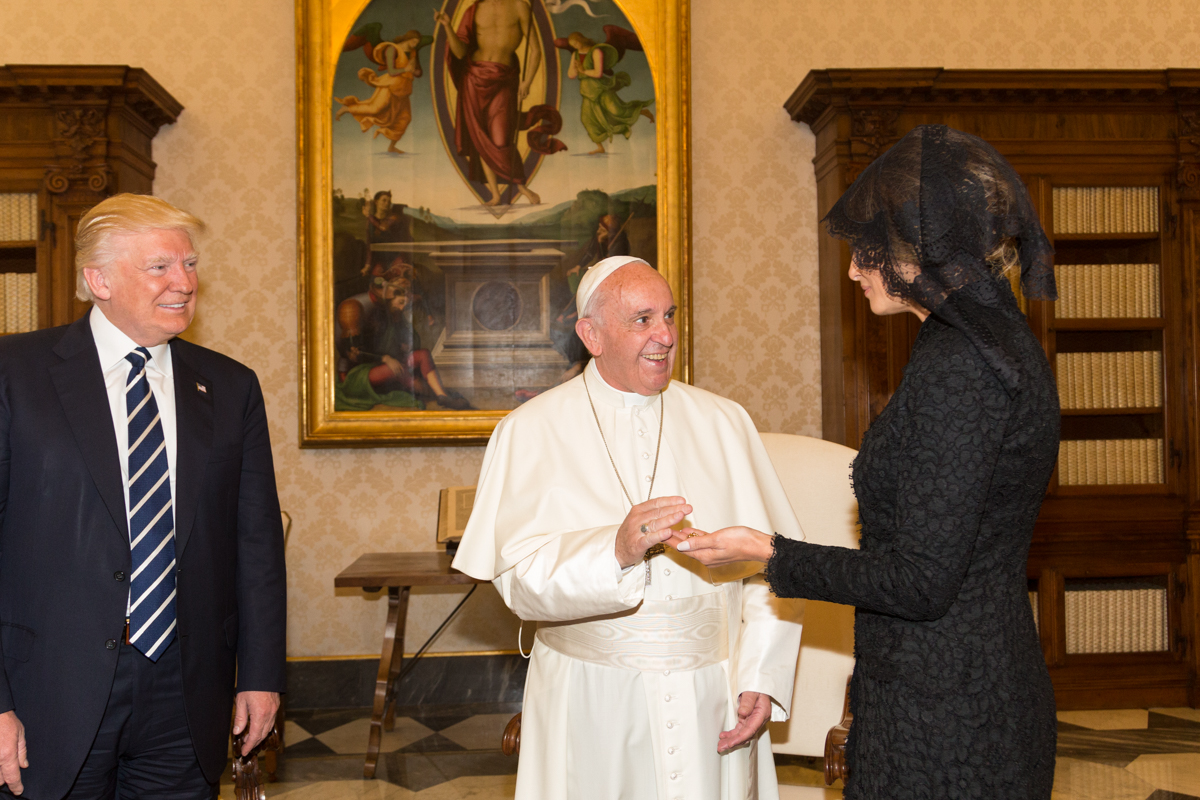
Melania Trump com o Papa Francisco, Vaticano, maio de 2017.

Quando o presidente e a primeira-dama visitaram a Cidade do Vaticano em maio de 2017, ela se identificou como católica. Ela é a primeira católica a morar na Casa Branca desde o presidente John F. Kennedy e sua esposa Jacqueline e é a segunda primeira-dama católica dos Estados Unidos. Quando ela visitou o Vaticano, o Papa Francisco abençoou seu rosário e ela colocou flores aos pés de uma estátua de Maria no hospital infantil do Vaticano.

### Saúde
A 14 de maio de 2018, ela foi submetida a uma embolização, que é um procedimento minimamente invasivo que bloqueia deliberadamente um vaso sanguíneo, para tratar uma doença renal benigna. O procedimento foi relatado com sucesso e sem complicações.

A 2 de outubro de 2020, o presidente Trump tweetou que ele e Melania tinham testado positivo para SARS-CoV-2 e iriam imediatamente para a quarentena. Mais tarde naquele dia, Trump disse que estava experimentando "sintomas leves", mas "sensação geral bem".